# Fanny Joly
Pour les articles homonymes, voir Joly.
Fanny Joly, née le 27 novembre 1954 à Paris, est une romancière française.
Elle publie son premier livre en 1984, alors qu'elle écrit déjà les sketches des spectacles de sa sœur Sylvie Joly.
Elle a publié plus de 400 ouvrages, pour tous les âges. Ses livres sont traduits en 23 langues. Trois de ses séries de livres-jeunesse sont adaptées en dessin animé : Hôtel Bordemer, Gudule et Les Enquêtes de Mirette.

## Biographie
Fanny Joly est la huitième enfant d'un père officier de marine et d'une mère qui s'est mariée à dix-huit ans. Elle est la sœur de l'actrice et humoriste Sylvie Joly (pour qui elle a écrit de nombreux sketches), de Louis-Noël Joly (décédé), ancien haut cadre de la Société générale et de Thierry Joly (décédé), dialoguiste des débuts de scènes de Dany Boon. Elle est cousine du Dr Pascal Joly, l'époux d'Eva Joly.
Fanny Joly a travaillé plus de vingt ans comme conceptrice-rédactrice dans la publicité. Tout en continuant, souvent avec la complicité de son frère Thierry, à écrire « pour rire ». Les sketchs se sont succédé. Pour Sylvie mais aussi d'autres comédiens, alternant avec deux pièces de théâtre, des scénarios pour le cinéma ou la télévision…
Son premier livre de jeunesse est sorti en 1984. Elle en a publié plus de 400 depuis. Pour tous les âges : albums, premières lectures, romans pour adolescents. Elle a reçu depuis une trentaine de prix littéraires, tous décernés par des jurys d'enfants.
En 2006, elle publie son premier roman adulte : La vie comme Eva. En 2008, un livre de nouvelles pour adultes : Crises de mères.
En 2017, pour pallier le problème croissant des livres indisponibles en papier, Fanny devient en outre éditeur-numérique afin de garder disponibles ses « épuisés-préférés ».
En 2022 elle est nommée chevalier de l'ordre des Arts et des Lettres.

## Œuvres
- Gudule, 12 titres
- Miam les amis
- Noël surprise,
- L’Inspecteur Raticho,
- Même pas peur !, Pocket Jeunesse,
- Les Enquêtes de Mirette, Sarbacane, 9 titres
- Suzie & Godefroy : ALLO 1313 ?, Sarbacane
- Sorcières en colère, Gallimard
- Drôles de contrôles, "Drôle de Cadeau", "Drôle de colo" trilogie
- La Charabiole,
- Fred, 7 rue Cénou, Hachette, 8 titres
- Cucu La Praline, illustrations de Ronan Badel, Gallimard, 10 titres
- Qui a piqué les contrôles de français ?, "Qui a piqué le courrier des élèves ?", "Qui a piqué les poèmes de la Fête des Mères" Casterman, 3 titres
- Marion & Cie, Gallimard, 3 titres
- Crise de mères,
- Celluloid, pièce de théâtre parue chez Actes Sud et Kindle
- Premier Rôle masculin, illustrations de Clotilde Perrin, Gallimard Jeunesse, Folio junior, 2006
- Rodrigue Porképik,
- Dur dur d'être une star !, Casterman, 2004
- Drôle d'école, Série 9 titres, 3 tomes
- Téo comme trois pommes, 3 titres,
- Sorcinette à roulettes,
- Mystère sous terre, Hachette Jeunesse, Bibliothèque Rose, 2002
- Si on jouait ?, Père Castor Flammarion, Castor poche, 2002 et Hachette LPJ
- Chaud, la neige !, Pocket Jeunesse, Kid pocket, 2001
- Hôtel Bordemer, Hachette Jeunesse, Bibliothèque Rose, 2001
- Le Fantôme de la chambre 13, Hachette Jeunesse, Bibliothèque Rose, 2001
- Titou peur de tout, Père Castor Flammarion, 2001
- Le Grand Méchant Fou, Casterman, Huit et plus, 2001
- Fast-Food, c'est fou !, Bayard jeunesse, Délires, 2001
- Tante Charlotte, le choc, Bayard jeunesse, Délires, 2001
- Gare à la star, Hachette Jeunesse, Bibliothèque Rose, 2001
- Vive la gym, Hachette Jeunesse, Bibliothèque Rose, 2001
- L’Enquête de Charlotte, Hatier, 2001
- L’Épicerie en folie, Pocket Jeunesse, Rigolo, 2000
- Drôles d'oiseaux, hôtel Bordemer, Hachette Jeunesse, Bibliothèque Rose, 2000
- La Grande Méchante Nounou, Casterman, 2000
- Qui a peur du monstre?, Pocket Jeunesse, Kid pocket, 2000
- Joyeux Noël de Gudule ! , Hachette Jeunesse, 2000
- Gudule et les bébêtes, Hachette Jeunesse, 2000
- Gudule baby-sitter, Hachette Jeunesse, 2000
- Le Loup Gary, Nathan, Crocoscope, 1999
- Gudule part en vacances, Hachette Jeunesse, 1999
- La Reine de la récré, Bayard jeunesse, Mes premiers J'aime lire, 1999
- Quel cadeau pour le Père Noël ?, illustrations de Martin Jarrie, Nathan, Étoile filante, 1998
- Hamsterreur, Bayard jeunesse, 1998
- Ne m'appelez plus jamais Grochouchou, Casterman, 1998
- L’École des chevaliers, Nathan, 1998
- Les Cadeaux du Père Lëno, Bayard jeunesse, 1998
- La Ruse de Cunégonde, Bayard jeunesse, 1998
- Baby-sitter, l’horreur !, Bayard jeunesse, Je bouquine, 1997
- Juliette Mangemiette, Nathan, 1997
- Dédé télecommandé, Nathan 1997
- Qu'est-ce qui fait craquer la praline ?, Hachette Jeunesse, Livre de poche jeunesse, 1997
- Alerte aux chouquettes, Casterman 1997
- Le Jour de Charlotte, Hatier, 1997
- Les Frisettes de Mademoiselle Henriette,
- Jennifer, l’enfer !, Bayard jeunesse, Je bouquine, 1996
- Jeannot-Loup et le cruel Albert, Bayard jeunesse, 1996
- Matou fait les 400 coups, Hachette Jeunesse 1996
- Drôle de Cadeau, Bayard 1996
- Sale temps pour la maîtresse,
- Ernest s'énerve, Hachette Jeunesse, 1995
- Fous de foot, Casterman, 1995
- L’Affaire Poupoune, Pocket Jeunesse, 1995
- Drôle de colo, Bayard jeunesse, J'aime lire, 1995
- Ernest le poète, Hachette 1994
- La Farce des oies, Bayard 1994
- La Télé toquée, Bayard J'Aime Lire 1994
- Le Prince congelé, Bayard J'aime lire, 1994
- La Propreté selon Gudule, Hachette 1994
- Vite vite, Casterman 1993
- Matou fait les 400 coups, Nathan, 1993
- Parfaite la princesse ?, Bayard 1993
- Bébé attaque Gudule, Hachette 1993
- Tonton Roberto, PKJ 1993
- La Grande Méchante Lou, Casterman, 1992
- Drôle de contrôles, Bayard jeunesse, J'aime lire, 1992
- L’Affaire Poupoune, Bordas, 1992
- J'apprends à lire avec les petits singes, Larousse, 1992
- Maman fait semblant, Hachette Jeunesse, 1992
- Le Réveillon de la Praline, Hachette Jeunesse, 1991
- Double Martin contre Poison Rose, Rageot, 1991
- Madame Père Noël, Hachette 1991
- Gudule a un bébé, Hachette 91
- Gudule Maîtresse d'école, Hachette 91
- Les Patâcolors j'adore, Bayard J'Aime Lire
- Ouistiti pleure et rit, Rouge et Or 91
- Qui a peur de la sorcière ?, Rouge et Or 90
- Vingt cœurs''
- Overdose de rose